# 豐水薄野車站
豐水薄野車站（日语：／ Hōsui-susukino eki */?）是位於日本北海道札幌市中央區南6条西，隸屬於札幌市交通局的地下鐵車站。車站編號是H-09。

## 車站構造
此站的地下1樓為驗票閘口，地下2樓則為1面2線的島式月台。北側設有剪式橫渡線。

### 月台配置
| 月台 | 路線   | 目的地               |
| ---- | ------ | -------------------- |
| 1    | 東豐線 | 美園、福住方向       |
| 2    | 東豐線 | 大通、札幌、榮町方向 |

## 車站周邊
- 新善光寺
- 中央寺
- 狸小路商店街

## 历史
- 1988年（昭和63年）12月2日 - 伴隨市營地下鐵東豐線的通車，豐水薄野車站啟用。
- 1994年（平成6年）10月14日 - 豐水薄野駅 - 福住站間延伸開業，成為中途站。
- 2016年（平成28年）11月17日 - 月台幕門成功設置並開始運作。

## 相鄰車站
札幌市營地下鐵
 東豐線
大通（H08）－豐水薄野（H09）－學園前（H10）

## 外部連結
- （日語）豐水薄野站內配置圖（札幌市交通局）

1. ↑  “地下22メートル 盛大に発車式 札幌・地下鉄東豊線”. 北海道新聞 (北海道新聞社). (1988年12月1日)